# آرمناک هایکونی
آرمناک هایکونی (ارمنی: Արմենակ Հայկունի؛ انگلیسی: Armenak Haykuni زادهٔ ۵ سپتامبر ۱۸۳۵ - درگذشته ۲۹ اکتبر ۱۸۶۶)، نویسنده، فعال فرهنگی ارمنی‌تبار بود.

## زندگی‌نامه
وی با نام اصلی هامبارتسوم یزمیان (ارمنی: Համբարձում Ճիզմեճյան) در ۵ سپتامبر ۱۸۳۵ در کنستانتینوپل به دنیا آمد و در مدرسه‌های محلی ارمنی و در حوزه الهیاتی تحصیل نمود.  وی در ۲۹ اکتبر ۱۸۶۶ در سن ۳۱ سالگی در کنستانتینوپل درگذشت.